# تپه نوردی بین‌المللی پایکس پیک

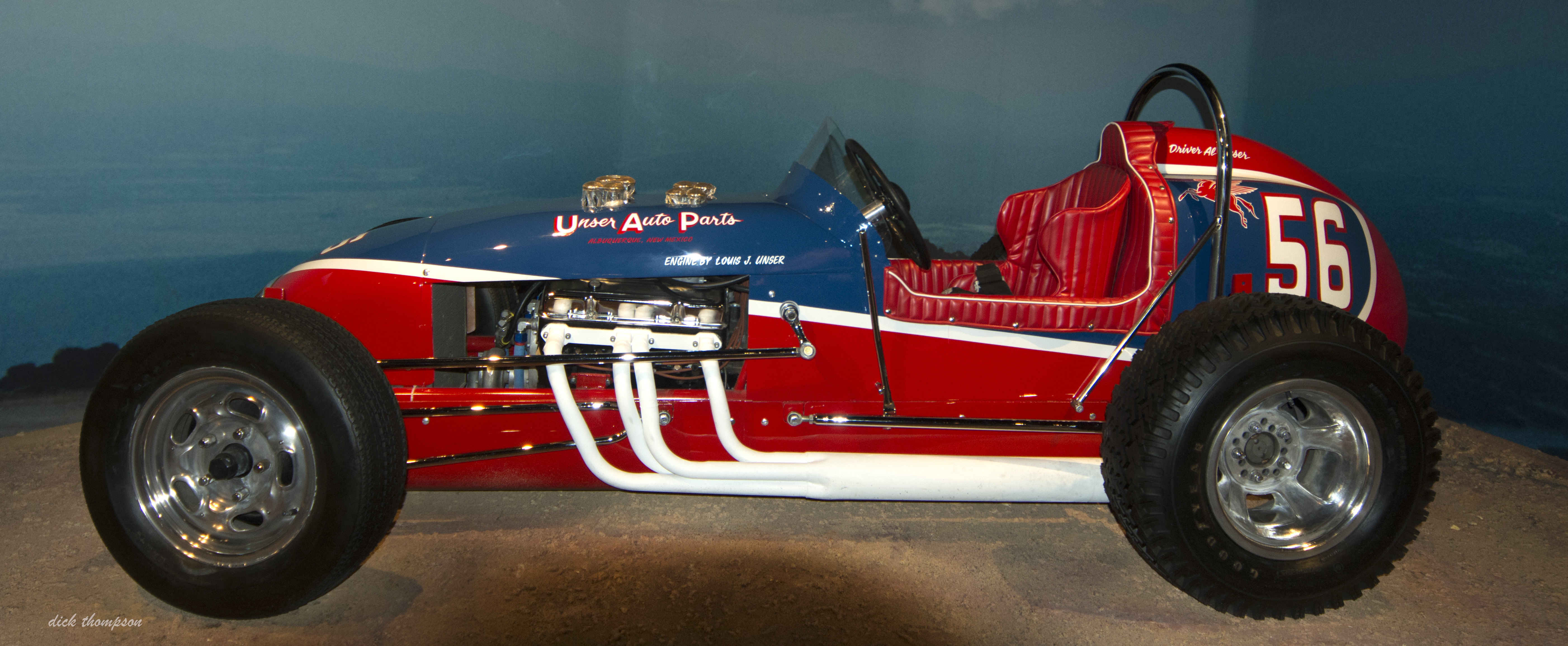
خودروی آل آنسر ۱۹۶۱.

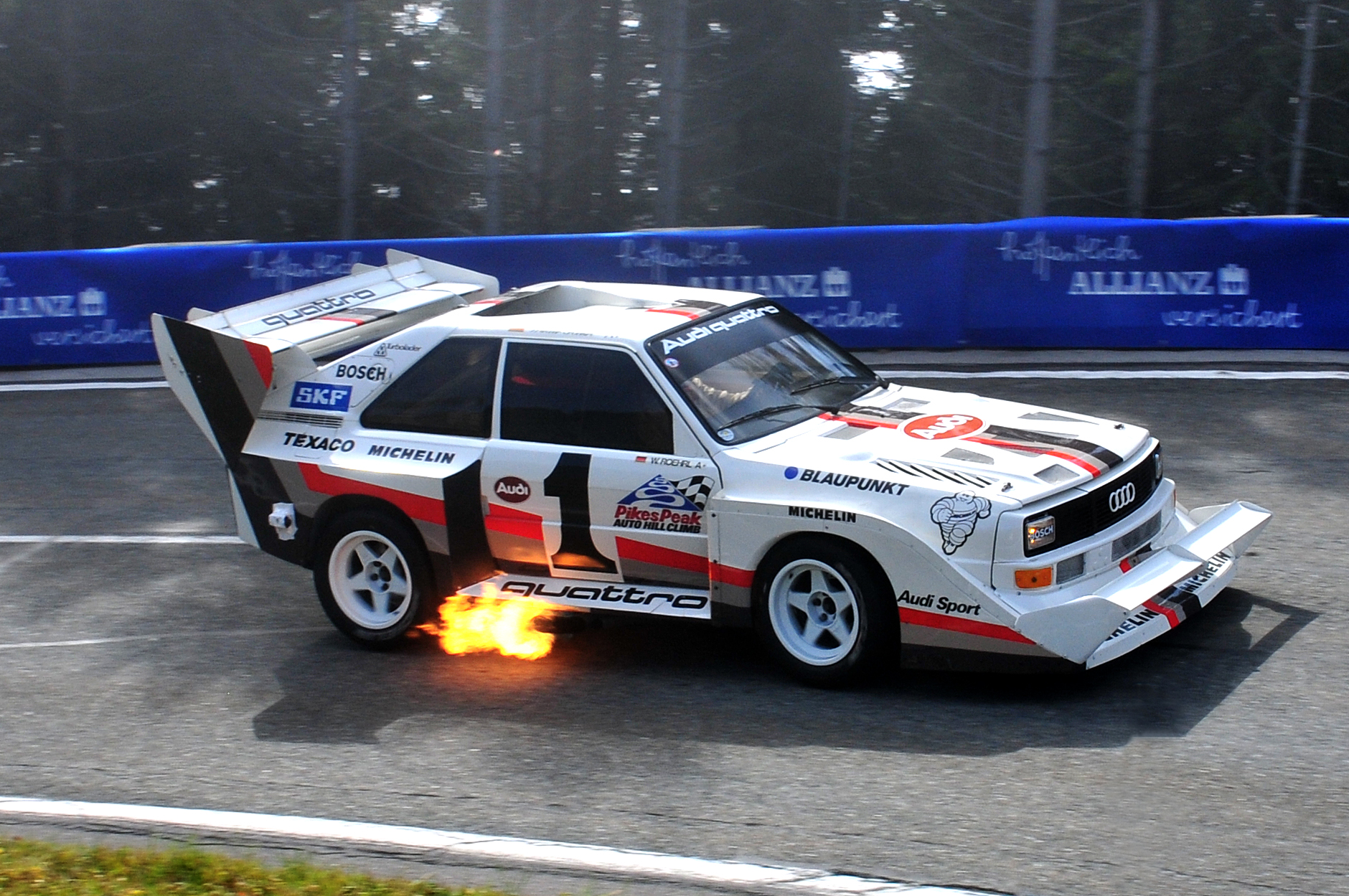
آئودی اسپورت کواترو ای۲ 'پایکس پیک' ۱۹۸۷

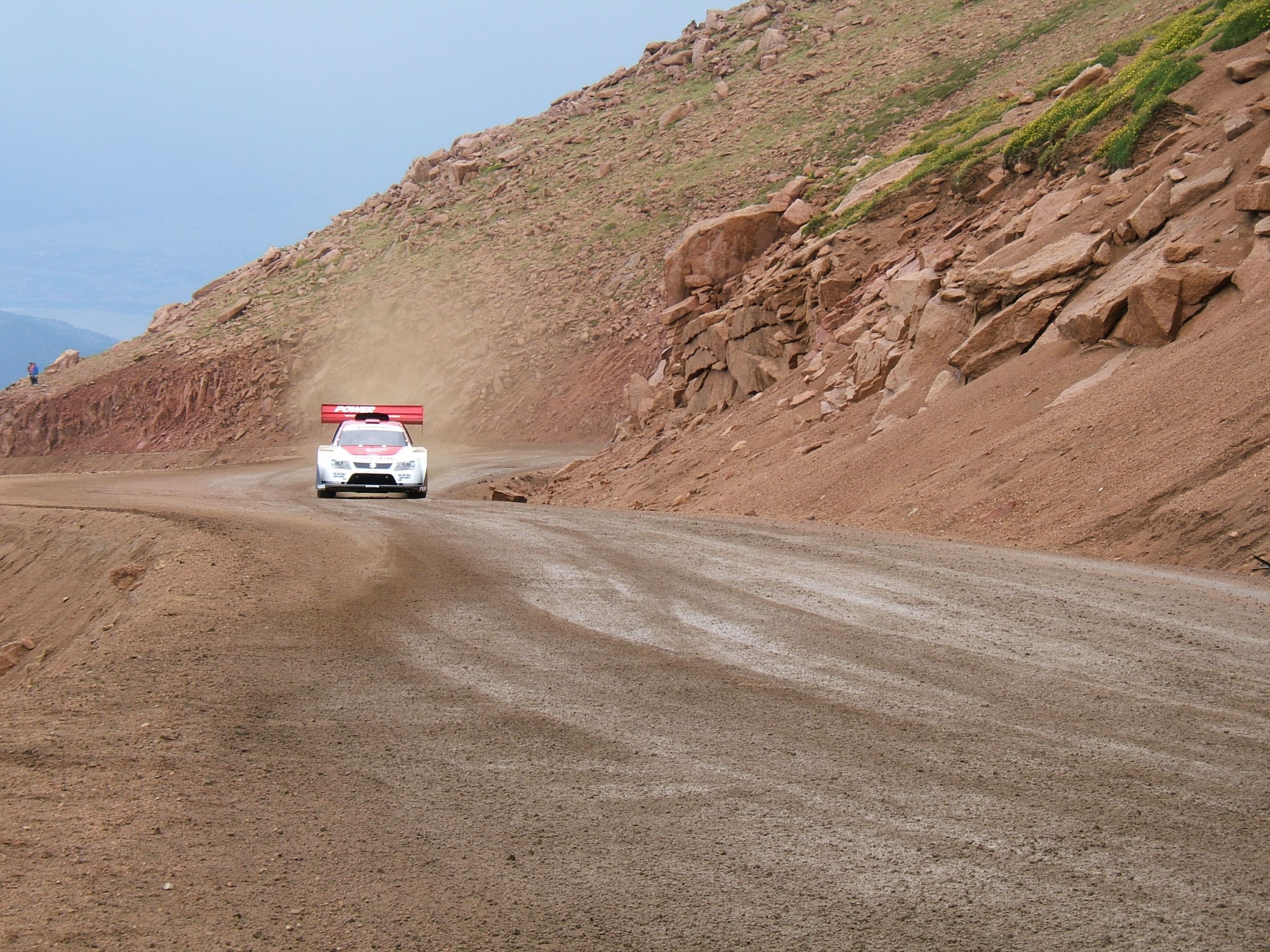
سوزوکی اسکودو در مسابقه ۲۰۰۶ برای ابرها

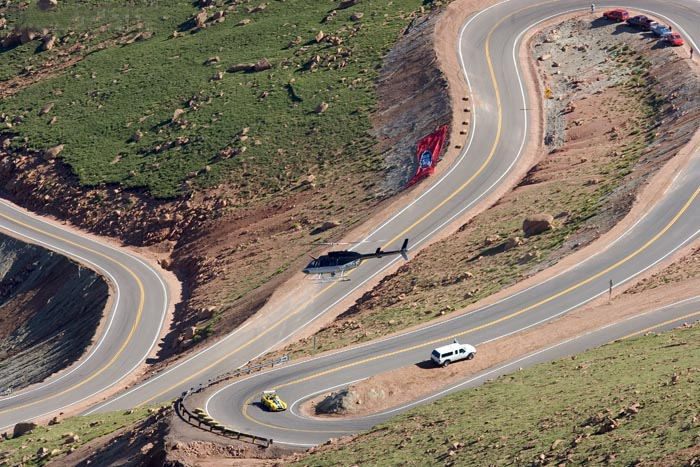
رندی شرانتس در هشتاد و پنجمین مسابقه به سمت ابرها، ۲۰۰۷ بر فراز خط درخت بلند شد

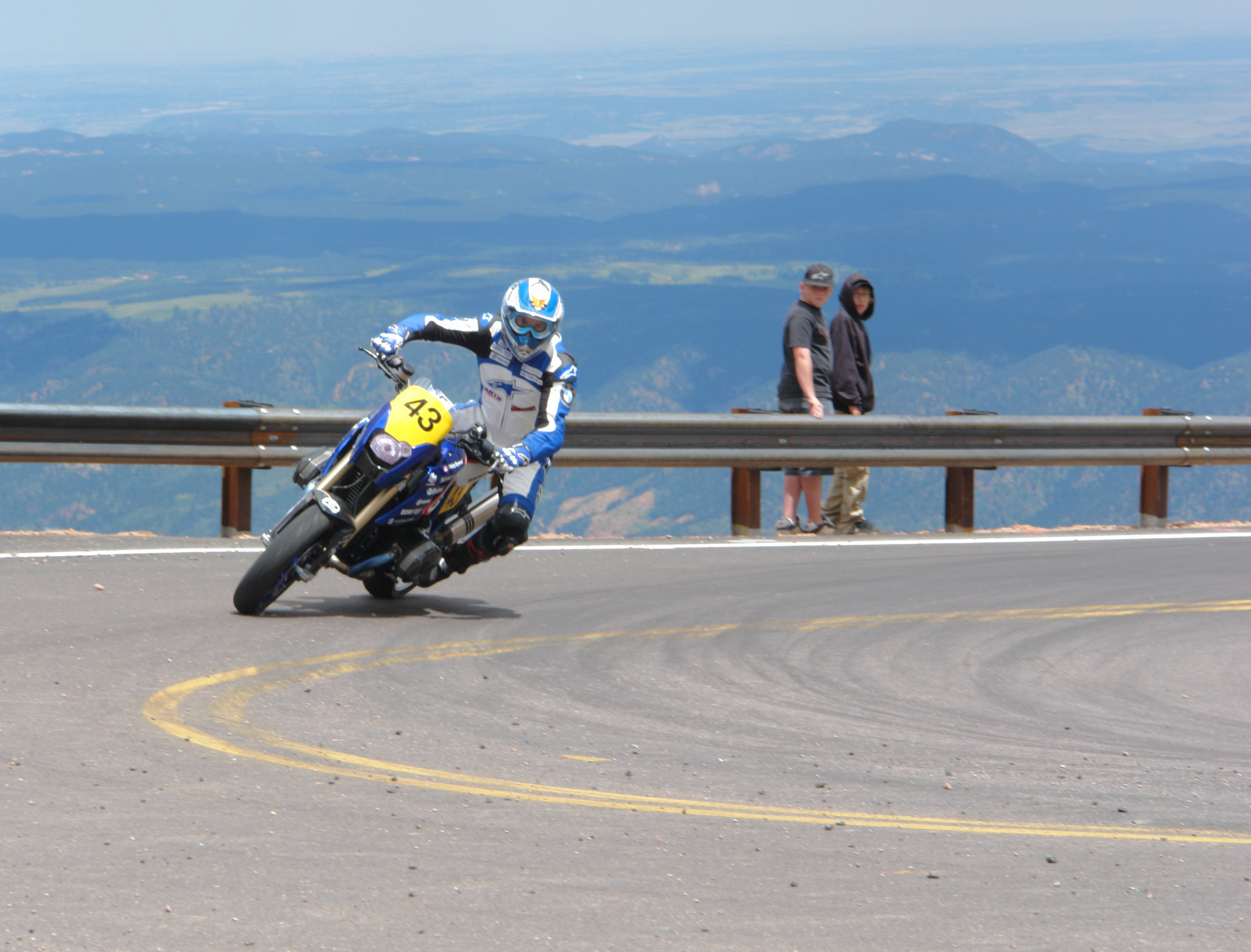
میکی دیموند در راه برنده شدن در کلاس ۱۲۰۰سی‌سی ۲۰۰۷، سوار بر ب‌ام‌و اچ‌پی۲.

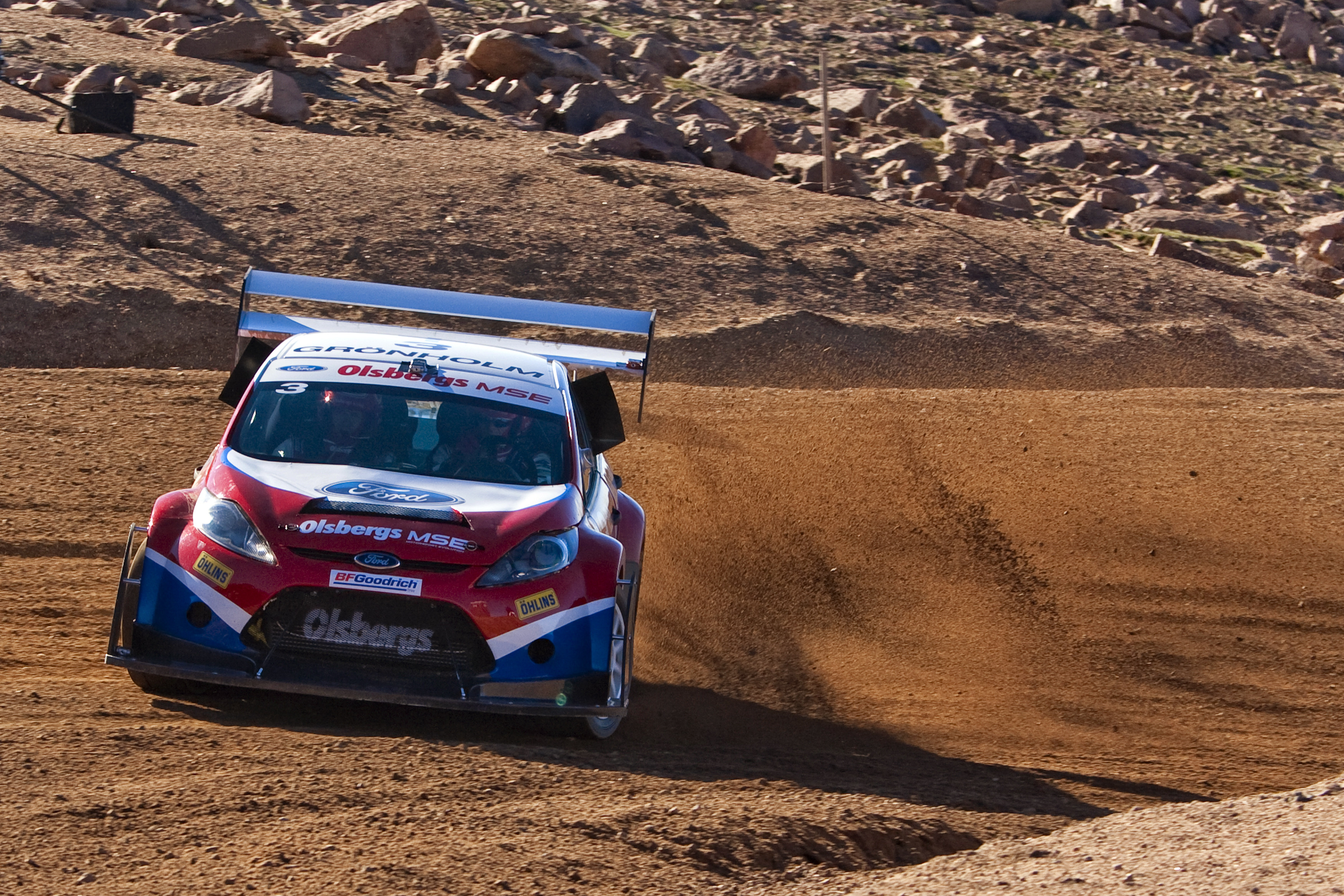
مارکوس گرونهولم با فورد فیستا ۸۰۰ BHP به رتبه پنجم در رویداد سال ۲۰۰۹ رسید.

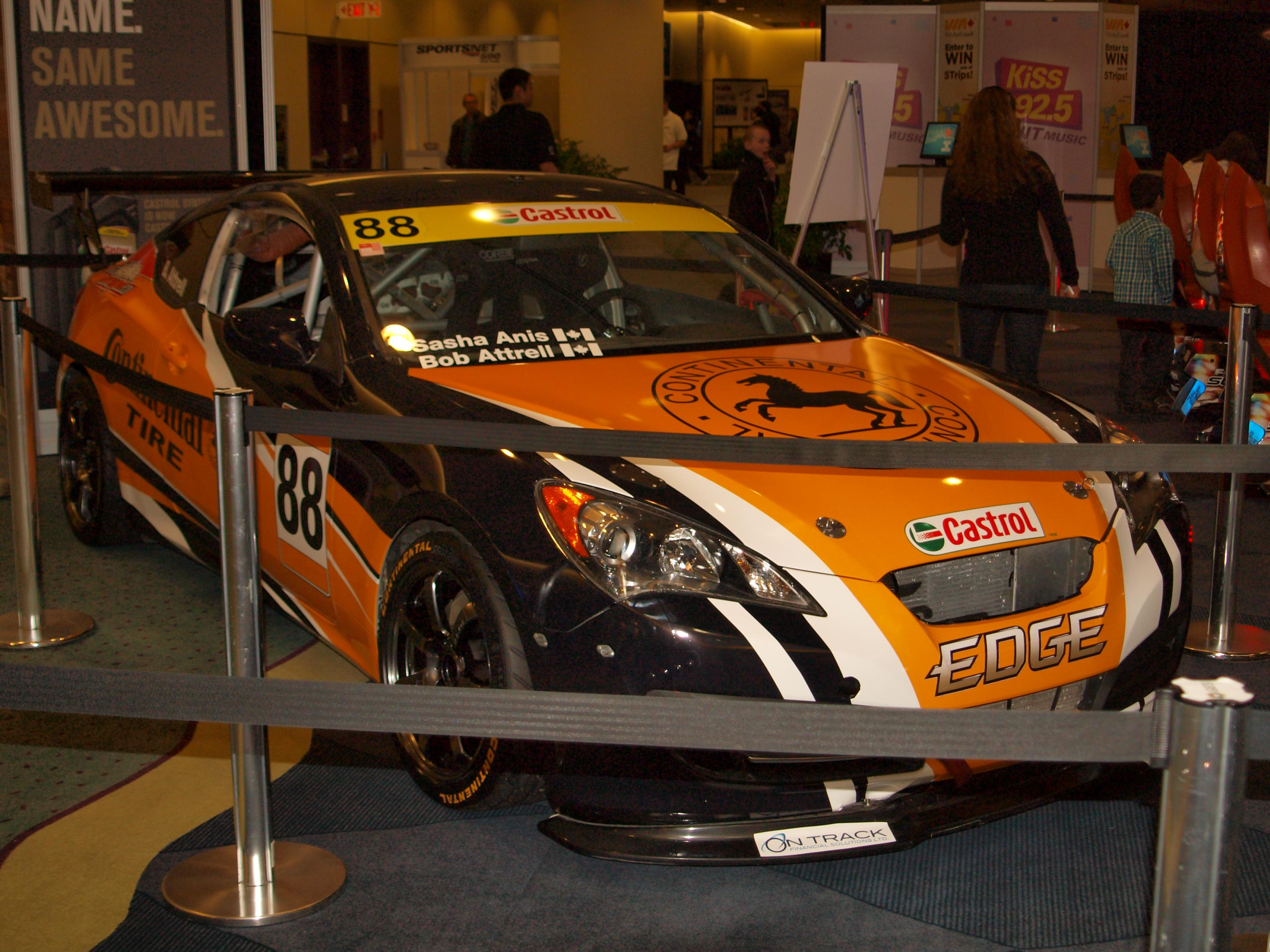
هیوندای جنسیس کوپه پایکس پیک ۲۰۱۱ ریس میلن

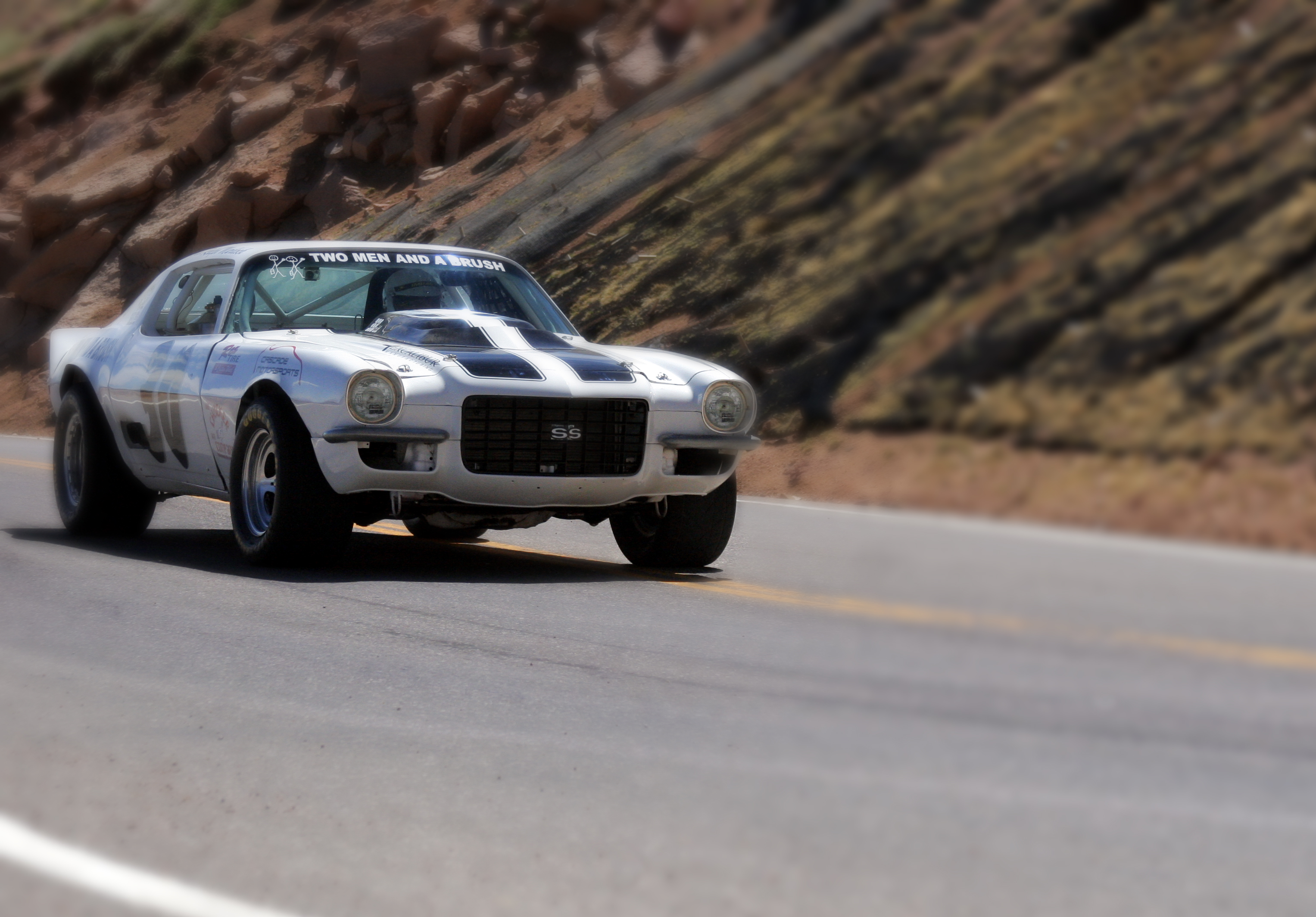
رالف مرداک در سال ۲۰۱۱ رکورد اصلاح شده کلاس قدیمی (تغییر یافته آرام‌وی‌آر) را با زمان ۱۲:۵۱٫۰۰۴ با شورولت کامارو ۱۹۷۰ شکست.

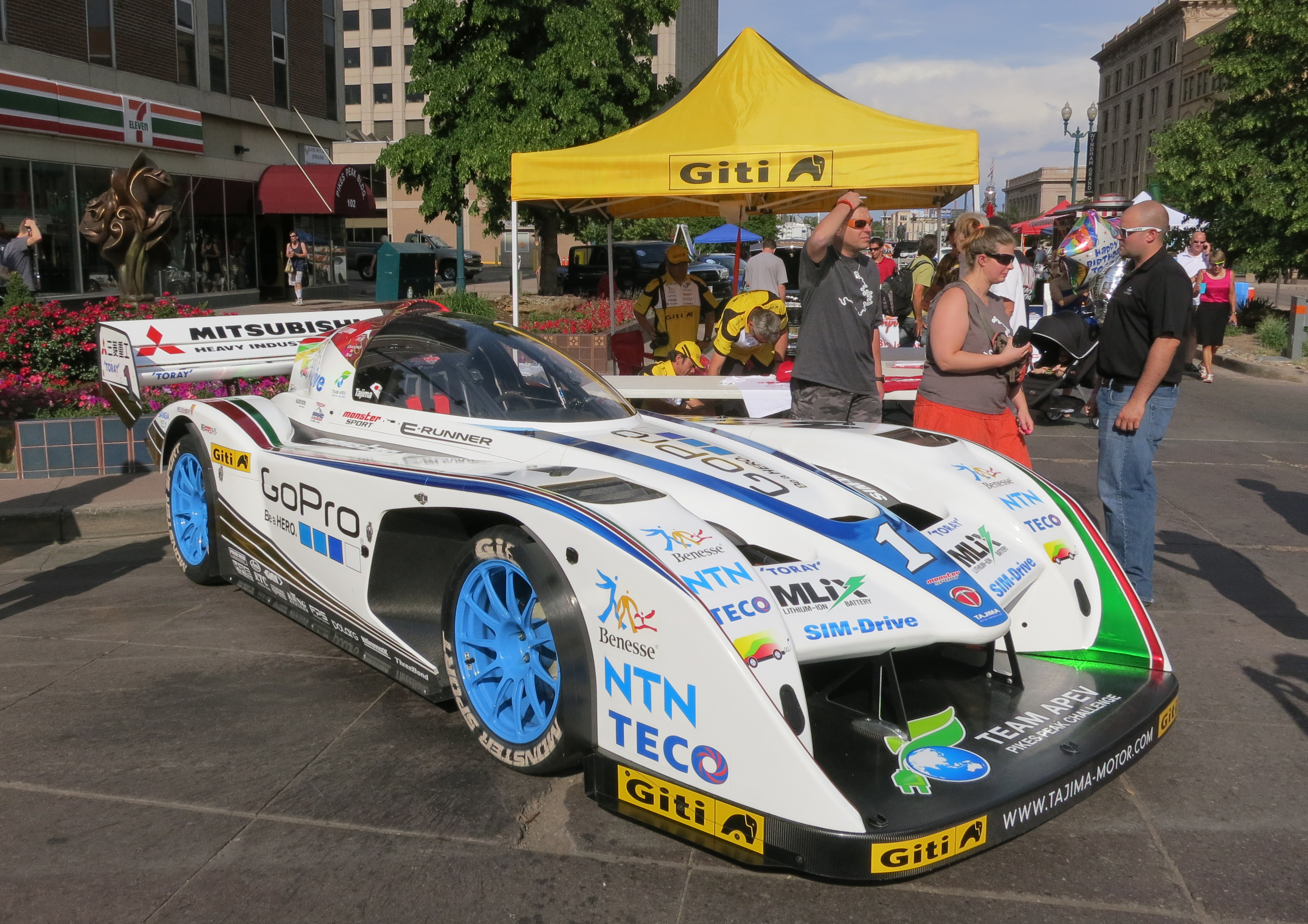
خودروی الکتریکی مانستر تاجیما در جشنواره فن پایکس پیک ۲۰۱۳ در کلرادو اسپرینگز، ایالات متحده آمریکا به نمایش گذاشته شد.

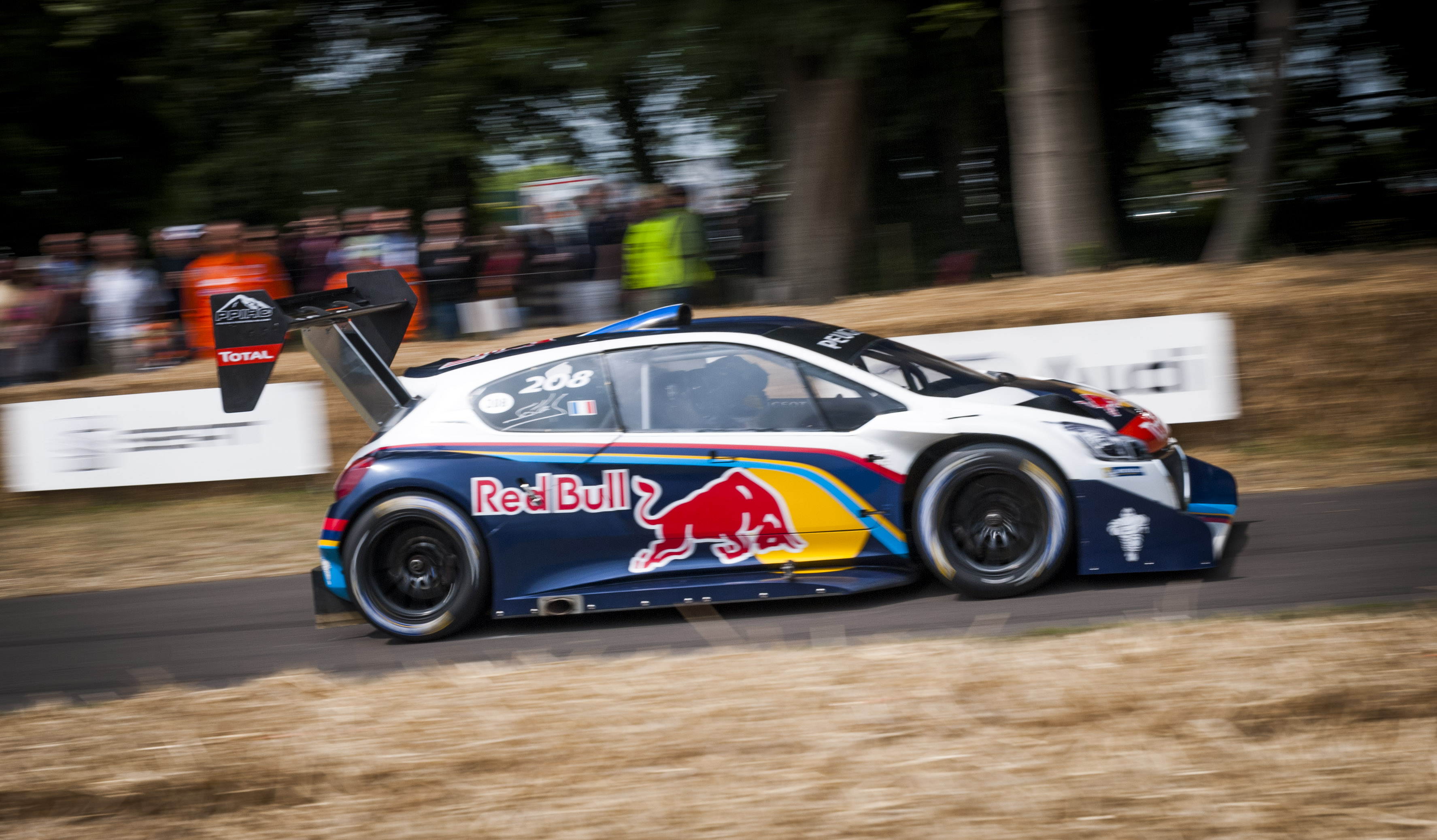
سباستین لوب در سال ۲۰۱۳ با پژو ۲۰۸ تی۱۶ پایکس پیک (۸۷۵ اسب بخار ترمز (bhp) و ۸۷۵ کیلوگرم)

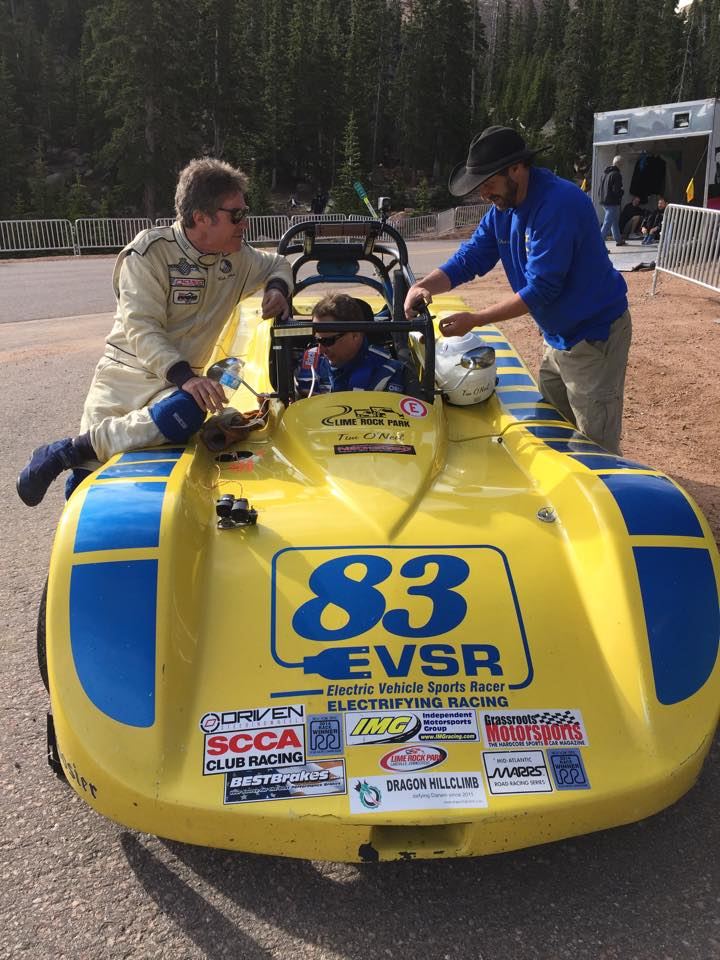
ریک نوپ، تیم اونیل و چارلی گرینهاوس با خودروی مسابقه الکتریکی ای‌وی‌اس‌آر توسط انتروپی ریسینگ در پایکس پیک سال ۲۰۱۵

تپه نوردی بین‌المللی پایکس پیک (به انگلیسی: Pikes Peak International Hill Climb)، به اختصار (پی‌پی‌آی‌اچ‌سی (به انگلیسی: PPIHC)) و همچنین به عنوان مسابقه برای ابرها (به انگلیسی: The Race to the Clouds) شناخته می‌شود، یک تپه‌نوردی سالانه با خودرو به قله پایک در کلرادو، ایالات متحده آمریکا است. مساحت این مسیر ۱۲٫۴۲ مایل (۱۹٫۹۹ کیلومتر) است و دارای بیش از ۱۵۶ پیچ است که ۴٬۷۲۰ فوت (۱٬۴۴۰ متر) شروع در مایل ۷ در بزرگراه قله پایک تا پایان ۱۴٬۱۱۵ فوت (۴٬۳۰۲ متر) صعود می‌کند، در نمرات میانگین ۷٫۲٪ درصد. قبلاً از هر دو بخش سنگریزه و سنگفرش تشکیل شده بود؛ اما از اوت ۲۰۱۱، بزرگراه به‌طور کامل آسفالت شده است و در نتیجه تمام رویدادهای بعدی از ابتدا تا انتها روی آسفالت اجرا خواهند شد.
این مسابقه خودتحریمی است و از سال ۱۹۱۶ برگزار شده است. در حال حاضر توسط کلاس‌های خودروهای مختلف به رقابت می‌پردازند. ‏موزه میراث پنروز به عنوان موزه آموزشی اتومبیل‌رانی تپه نوردی پایکس پیک (PPIHC) برای سازماندهی رویداد سالانه موتوراسپورت فعالیت می‌کند.

## تاریخچه

### تاریخ اولیه
اولین تپه نوردی پایکس پیک توسط اسپنسر پنروز، که جاده کالسکه باریک را به بزرگراه بسیار وسیع‌تر پایکس پیک تبدیل کرده بود، تبلیغ شد.
اولین جایزه پنروز در سال ۱۹۱۶ به ری لنتز با زمان ۲۰:۵۵٫۶۰ اهدا شد. در همان سال فلوید کلایمر با زمان ۲۱:۵۸٫۴۱ برنده کلاس موتورسیکلت شد. در سال ۱۹۲۴ آخرین جایزه پنروز در فیلم ویژه لکسینگتون به اتو لوچه اهدا شد. در سال‌های بعد، گلن اسکالتز و لوییس آنسر رقابت مشترکی داشتند و ۱۲ بار برنده این مسابقه شدند. در سال ۱۹۲۹ کلاس محبوب خودروهای ارتقاء یافته (استاک) به این رویداد اضافه شد.
پس از جنگ جهانی دوم، لوئیس آنسر به راه‌های پیروزی خود در پایکس پیک بازگشت و سه بار دیگر بین سال‌های ۱۹۴۶ و ۱۹۷۰ پیروز شد. این بردها به سختی با رقیب آل راجرز درگیر بود. در طول این مدت این رویداد بخشی از مسابقات قهرمانی ای‌ای‌ای (AAA) و باشگاه خودرو ایالات متحده آمریکا (USAC) ایندی‌کار بود. در سال ۱۹۵۳، باشگاه خودروهای اسپرت آمریکا (SCCA) از این رویداد حمایت کرد و هجوم خودروهای اسپرت را با خود به همراه آورد. در این دوره از سال ۱۹۵۳ تا ۱۹۶۲ رکورد کورس هر سال شکسته شد، این بزرگ‌ترین رشته رکوردشکنی در تاریخ این رویداد است. اکثر این رکوردها توسط برادرزاده لوییس، بابی آنسر ثبت شد. از اولین شروع این رقابت‌ها که در سال ۱۹۱۶ آغاز شد، در سال ۱۹۵۴ موتورسیکلت‌ها به این رویداد بازگشتند. پیروزی کلی موتورسیکلت در آن سال به بیل مایر سوار بر موتورسیکلت هارلی-دیویدسن رسید.
در سال ۱۹۷۱ این رویداد توسط اولین وسیله نقلیه غیر بنزینی (پروپان) برنده شد، این همچنین اولین پیروزی کلی از کلاس خودروهای استوک (فورد ماستنگ ۱۹۷۰) بود، این خودرو توسط آک میلر راننده دانمارکی-آمریکایی هدایت می‌شد.

### مشارکت اروپا
در سال ۱۹۸۴ اولین اتومبیل‌ران اروپایی مارتین شانچه نروژی با (فورد اسکورت مارک ۳ ۴x۴) نسخه رالی‌کراس و میشل موتو راننده رالی فرانسوی با خودروی (آئودی اسپرت کواترو) در این رقابت شرکت کردند. بدین ترتیب عصر جدیدی برای تیم‌های اروپایی در تپه‌نوردی تقریباً ناشناخته آمریکایی آغاز می‌شود. در حالی که شانچه به دلیل پنچر شدن لاستیک جلو سمت راست موفق به ثبت رکورد جدیدی نشد، میشل موتو (به همراه کمک راننده خود فابرزیا پونز اهل ایتالیا در رالی قهرمانی جهان) در رده مسابقات رالی آزاد پیروز شد اما در مجموع موفق به برنده شدن این رویداد نشد. موتو در سال بعد به پیروزی کلی و رکورد ۱۱:۲۵٫۳۹ رسید.
در سال ۱۹۸۹، یک فیلم کوتاه برنده جایزه دربارهٔ رویداد سال ۱۹۸۸ توسط کارگردان فرانسوی ژان لوئی موری منتشر شد. این فیلم با عنوان رقص صعود، تلاش‌های آری واتانن، قهرمان سابق فنلاندی رالی جهان را به تصویر کشید، زیرا او با پژو ۴۰۵ توربو ۱۶ توربوشارژ خود در این مسابقه در زمان رکوردشکنی پیروز شد.

### سنگفرش بزرگراه
شهر کلرادو اسپرینگز پس از شکست در دعوای حقوقی علیه باشگاه سیرا که به دلیل آسیب فرسایش به نهرها، مخازن، پوشش گیاهی و تالاب‌های پایین دست از ۱٫۵ میلیون تن سنگریزه جاده‌ای ته‌نشین شده طی چندین دهه شکایت کرد، شروع به آسفالت کردن بزرگراه کرد. مقامات محلی تقریباً ۱۰٪ از مسیر را هر سال پس از سفارش آسفالت کردند. رویداد ۲۰۱۱ آخرین مسابقه با بخش‌های خاکی بود که تقریباً ۲۵٪ از مسیر را شامل می‌شد.
در طول این دوره تکاملی رویداد، نوبوهیرو تاجیما راننده ژاپنی با خودروهای سوزوکی ۶ پیروزی کلی (۲۰۰۶–۲۰۱۱) و دو رکورد کورس به دست آورد. رکورد او در سال ۲۰۱۱ اولین رکوردی بود که سد ۱۰ دقیقه را شکست.
راد میلن، قهرمان تپه‌نوردی در آن زمان هشدار داد که آسفالت به مسابقه پایان می‌دهد. با این حال، مسابقه ۲۰۱۲ شاهد بیش از ۱۷۰ نفر ثبت نام مسابقه تا دسامبر ۲۰۱۱ بود، در مقایسه با ۴۶ ثبت نام در سال ۲۰۱۰.
نودمین دوره مسابقات در سال ۲۰۱۲ اتفاق افتاد و شاهد یک میدان بزرگ‌تر و یک روز مسابقه طولانی‌تر از همیشه بود. این اولین باری بود که مسابقه بر روی تمام آسفالت انجام شد و منجر به شکستن چندین رکورد شد، به ویژه رکورد کلی که بارها در طول مسابقه سقوط کرد و در نهایت به دست ریس میلن، پسر برنده مسابقات قبلی راد میلن در بخش جمله زمان در طول مسابقه مایک رایان با چرخاندن دکل بزرگ خود در یک سنجاق سر در قسمتی به نام "W"، به گارد ریل برخورد کرد، سپس موفق شد یک چرخش سه امتیازی انجام دهد و مسیر را ادامه داد و در این مرحله رکورد قدیمی خود را شکست. در ۵ ثانیه این تغییری را که یک مسیر کاملاً هموار شده در سرعت رویداد ایجاد کرد برجسته کرد. رویداد ۲۰۱۲ همچنین شاهد اولین موتورسیکلتی بود که با کارلین دان فقید در بخش ۱۲۰۵ سوار بر دوکاتی با زمان ۹:۵۲٫۸۱۹ که تنها ۱٫۵ ثانیه کندتر از رکورد کلی سال قبل بود، به زمان زیر ۱۰ دقیقه دست یافت.
در سال ۲۰۱۳ سد ۹ دقیقه‌ای توسط سباستین لوب با خودروی (پژو ۲۰۸ تی۱۶ پایکس پیک) با زمان ۸:۱۳٫۸۷۸ افسانه دبلیوآرسی شکست، در حالی که ریس میلن با ۹:۰۲٫۱۹۲ دوم شد و رکورد خود را با بیش از ۴۴ ثانیه را شکست. ژان فیلیپ دیررو با زمان ۹:۴۲٫۷۴۰ سوم شد و پال دالنباخ با زمان ۹:۴۶٫۰۰۱ چهارم شد و چهار راننده توانست رکورد کلی ثبت شده در سال گذشته را شکست دهند.

### ظهور خودروهای برقی
خودروهای الکتریکی از اوایل دهه ۱۹۸۰ در این رقابت‌ها روشن و خاموش شدند. در سال ۱۹۸۱ جو بال با یک ماشین الکتریکی سیرز با زمان ۳۲:۰۷٫۴۱۰ رکورد زد، در سال ۱۹۹۴ کیتی اندیکوت هوندای خود را با زمان ۱۵:۴۴٫۷۱۰ رکورد زد و در سال ۲۰۱۳ نوبوهیرو تاجیما با خودروی ای-رانر پایکس پیک اسپشیال (E-RUNNER Pikes Peak Special) زمان ۹:۴۶ سد ۱۰ دقیقه را شکست. در سال‌های بعد، ورودی‌های الکتریکی رایج‌تر شدند و به‌طور پیوسته رکوردهای پیشرانه خود را شکستند و در نهایت رکورد کلی در سال ۲۰۱۸ را شکستند.
اگرچه رویداد ۲۰۱۴ خودروی بنزینی برنده شد ولی رتبه‌های دوم (گِرِگ تریسی)، سوم (هیروشی ماسوکا) و چهارم (نوبوهیرو تاجیما) با خودروهای برقی به دست آمد.
در سال ۲۰۱۵، خودروهای الکتریکی در مجموع رتبه اول (ریس میلن) و دوم (نوبوهیرو تاجیما) را کسب کردند. در مصاحبه با ریس میلن، او گفت که قبل از نیمه راه، قدرت موتور عقب خودرو را از دست داده است. اگر این اتفاق نیفتاده بود، انتظار داشت رکوردش ۳۰ ثانیه سریع‌تر باشد.
در سال ۲۰۱۶ خودروی بنزینی بنزین مجدداً افتخارات برتر را به خود اختصاص داد، اما خودروهای الکتریکی جایگاه دوم (ریس میلن)، سوم (تتسویا یامانو) و پنجم (نوبوهیرو تاجیما) را در مجموع کسب کرد.
در رویداد ۲۰۱۸، یک خودروی الکتریکی برای اولین بار در تاریخ این رویداد رکورد جدیدی را به نام خود ثبت کرد، زیرا رومن دوما فرانسوی دوره را با خودروی تمام الکتریکی فولکس‌واگن آی.دی. آر به پایان رساند و با زمان ۷:۵۷٫۱۴۸ برای اولین بار از سد ۸ دقیقه عبور کرد.
مرگ کارلین دان موتورسوار در طول مسابقه ۲۰۱۹، سازمان را مجبور کرد تا تمام مسابقات موتورسواری در این رویداد را به تعویق بیندازد. این تصمیم پس از اجرای این رویداد در سال ۲۰۲۱ مورد بازنگری قرار گرفت و مسابقات موتورسیکلت متعاقباً متوقف شد.

## بخش‌های مسابقه
تپه نوردی بین‌المللی پایکس پیک در حال حاضر از شش بخش تشکیل شده است.

### نامحدود
هر وسیله نقلیه‌ای تا زمانی که بازرسی ایمنی را پشت سر بگذارد و قوانین کلی این رقابت را رعایت کند مجاز به حضور در بخش نامحدود است. بخش نامحدود دارای عجیب‌ترین وسایل نقلیه است که بیشتر آن‌ها به‌طور خاص برای این مسابقه ساخته شده‌اند. این خودروهای مسابقه بیشترین شانس را برای ثبت یک رکورد کلی مسابقه جدید را دارند. رومن دوما در سال ۲۰۱۸ رکورد جدیدی را با ۷ دقیقه و ۵۷٫۱۴۸ ثانیه با خودروی تمام الکتریکی فولکس‌واگن آی.دی. آر به ثبت رساند و رکورد قبلی سباستین لوب با خودروی پژو ۲۰۸ تی۱۶ پایکس پیک را با بیش از ۱۵ ثانیه شکست.

### حمله به زمان ۱
بخش تولید خودروهای دو و چهار چرخ متحرک، فقط وسایل نقلیه چهار چرخ کابین بسته مجاز به شرکت هستند.

### جایزه پورشه پایکس پیک توسط یوکوهاما
اولین نمایش رسمی خود در رویداد ۲۰۱۸، اولین رده رسمی پورشه تک ساخت، منحصر به فرد پورشه کیمن جی‌تی۴ کلاب‌اسپرت در چهار نوع کلاب‌اسپرت، کلاب‌اسپرت تِروفی اِسپیسیفیکیشن (Clubsport Trophy Specification)، کلاب‌اسپرت ام‌آر و کلاب‌اسپرت ۲۰۷ ایمسا جی‌اس بود.

### چرخ‌باز
خودروهای مسابقه سنتی پایکس پیک تک سرنشین با طرح‌هایی از خودروهای سبک ایندی گرفته تا کالسکه‌های تپه‌ای. خودروهای چرخ‌باز از زمان افتتاحیه مسابقه در سال ۱۹۱۶ در هر رویدادی شرکت کرده‌اند.

### پایکس پیک اوپن
خودروهای مبتنی بر تولید با تغییرات مجاز نامحدود.

### کلاس نمایشگاه
مطابق با بیانیه مأموریت این رویداد، به ویژه برای «نشان دادن پیشرفت‌ها در کاربرد عملی فن آوری ورزش‌های موتوری»، این مسابقه رقبای با وسایل نقلیه‌ای را که مشخصات فنی بخش‌های تحریم شده این رقابت را برآورده نمی‌کنند، تشویق می‌کند تا در کلاس نمایشگاه شرکت کنند. در حالی که هیچ رکورد کلاسی برای این کلاس به دلیل وضعیت نمایشگاهی آن وجود ندارد، ورودی‌ها برای ثبت رکورد کلی دوره و همچنین تلاش برای رکوردهای کسب شده توسط کلاس‌های قبلی واجد شرایط هستند.

## رکوردهای مسابقه
در جدول‌های زیر تمام رکوردهای شناخته شده فعلی را دنبال می‌کنیم. رکوردهای ثبت شده در آخرین اجرای رویداد با حروف پررنگ هستند.

### سوابق بخش و کلاس
| رکوردهای فعلی ۴ چرخ  | رکوردهای فعلی ۴ چرخ        | رکوردهای فعلی ۴ چرخ | رکوردهای فعلی ۴ چرخ | رکوردهای فعلی ۴ چرخ             | رکوردهای فعلی ۴ چرخ |
| بخش                  | کلاس                       | سال                 | نام                 | وسیله نقلیه                     | زمان                |
| -------------------- | -------------------------- | ------------------- | ------------------- | ------------------------------- | ------------------- |
| نامحدود              | نامحدود                    | ۲۰۱۸                | رومن دوما           | فولکس‌واگن آی.دی. آر             | ۷:۵۷٫۱۴۸            |
| حمله به زمان         | حمله به زمان ۱             | ۲۰۲۳                | دیوید دونوهو        | پورشه جی‌تی۲ آراس کلاب‌اسپرت      | ۹:۱۸٫۰۵۳            |
| ماشین چالش پایکس پیک | چرخ‌باز                     | ۲۰۲۳                | کودی وهشولتز        | فورد اوپن ۲۰۱۳                  | ۹:۱۹٫۱۹۲            |
| ماشین چالش پایکس پیک | پایکس پیک اوپن             | ۲۰۲۳                | رومن دوما           | فورد سوپرون ۴٫۲                 | ۸:۴۷٫۶۸۲            |
| ماشین چالش پایکس پیک | پورشه کیمن جی‌تی۴ کلاب‌اسپرت | ۲۰۱۸                | تراویس پاسترانا     | پورشه کیمن جی‌تی۴ کلاب‌اسپرت ۲۰۱۶ | ۱۰:۳۳٫۸۹۷           |

| رکوردهای فعلی ۲ چرخ       | رکوردهای فعلی ۲ چرخ | رکوردهای فعلی ۲ چرخ | رکوردهای فعلی ۲ چرخ | رکوردهای فعلی ۲ چرخ               | رکوردهای فعلی ۲ چرخ |
| بخش                       | کلاس                | سال                 | نام                 | وسیله نقلیه                       | زمان                |
| ------------------------- | ------------------- | ------------------- | ------------------- | --------------------------------- | ------------------- |
| پایکس پیک سنگین‌وزن        | پایکس پیک سنگین‌وزن  | ۲۰۱۹                | رنی اسکیزبروک       | آپریلیا تواونو وی۴ ۱۱۰۰ ۲۰۱۸      | ۹:۴۴٫۹۶۳            |
| پایکس پیک میان وزن        | پایکس پیک میان وزن  | ۲۰۱۸                | کریس فیلمور         | کی‌تی‌ام ۷۹۰ دوک ۲۰۱۸               | ۱۰:۰۴٫۰۳۸           |
| پایکس پیک سبک‌وزن          | پایکس پیک سبک‌وزن    | ۲۰۱۹                | کریس فیلمور         | ۴۵۰ اس‌ایکس-اف فکتوری ادیشن ۲۰۱۹   | ۱۰:۲۰٫۸۱۹           |
| موتورسیکلت چالش پایکس پیک | برقی                | ۲۰۱۳                | کارلین دان          | لایتنینگ الکتریک سوپربایک ۲۰۱۳    | ۱۰:۰۰٫۶۹۴           |
| موتورسیکلت چالش پایکس پیک | موتور چهارگانه      | ۲۰۱۶                | سیریل کامبز         | سوزوکی کی‌تی‌ام جی‌اف پروتوتایپ ۲۰۱۱ | ۱۱:۰۵٫۶۶۴           |

### سوابق غیر تقسیمی و کلاسی
| سوابق از ضمیمه کتاب قوانین این رقابت | سوابق از ضمیمه کتاب قوانین این رقابت | سوابق از ضمیمه کتاب قوانین این رقابت | سوابق از ضمیمه کتاب قوانین این رقابت | سوابق از ضمیمه کتاب قوانین این رقابت |
| تیپ                                  | سال                                  | نام                                  | وسیله نقلیه                          | زمان                                 |
| ------------------------------------ | ------------------------------------ | ------------------------------------ | ------------------------------------ | ------------------------------------ |
| کامیون تولیدی                        | ۲۰۲۴                                 | گاردنر نیکولز                        | ریویان آر۱تی ۲۰۲۴                    | ۱۰:۵۳٫۸۸۳                            |
| اس‌یووی تولیدی                        | ۲۰۱۸                                 | ریس میلن                             | بنتلی بنتایگا دبلیو۱۲ ۲۰۱۸           | ۱۰:۴۸٫۹۰۲                            |
| حمله به زمان ۲ (تولید)               | ۲۰۲۳                                 | ریس میلن                             | ب‌ام‌و ام۸                             | ۱۰:۱۲٫۰۲۴                            |
| خودروی قدیمی                         | ۲۰۱۷                                 | اسپنسر استیل                         | پی‌وی‌ای ۲ ۱۹۹۵                        | ۱۰:۲۵٫۹۸۹                            |
| سایدکار                              | ۲۰۱۶                                 | جان وود و متیو بلنک                  | شلبورن سوپرلایت اف۲ ۱۹۹۹             | ۱۱:۲۶٫۶۴۴                            |
| موتورسیکلت قدیمی                     | ۲۰۱۲                                 | مارک لانو                            | تریومف بونویل ۱۹۶۹                   | ۱۲:۳۹٫۷۸۲                            |

| سوابق سوخت جایگزین | سوابق سوخت جایگزین | سوابق سوخت جایگزین | سوابق سوخت جایگزین | سوابق سوخت جایگزین  | سوابق سوخت جایگزین |
| سوخت               | بخش/کلاس           | سال                | نام                | وسیله نقلیه         | زمان               |
| ------------------ | ------------------ | ------------------ | ------------------ | ------------------- | ------------------ |
| برقی               | نامحدود            | ۲۰۱۸               | رومن دوما          | فولکس‌واگن آی.دی. آر | ۷:۵۷٫۱۴۸           |
| برقی               | نمایشگاه           | ۲۰۲۴               | دنی سوردو          | هیوندای آیونیک ۵    | ۹:۳۰٫۸۵۲           |
| برقی               | پایکس پیک اوپن     | ۲۰۲۳               | رومن دوما          | فورد سوپرون ۴٫۲     | ۸:۴۷٫۶۸۲           |
| دیزل               | نمایشگاه           | ۲۰۲۳               | گرگوار بلاشون      | رادیکال اس‌آر۳ دیزل  | ۱۰:۲۵٫۰۷۱          |
| گاز طبیعی          | چرخ‌باز             | ۱۹۹۳               | جانی راجرز         | ولز-کایوت           | ۱۱:۵۰٫۰۹۰          |
| پروپان             | نمایشگاه/پی‌پی‌او    | ۲۰۱۲               | رندی شرانتس        | شلبی کبرا ۲۰۱۲      | ۱۱:۱۱٫۲۱۸          |
| توربین             | اوپن رالی          | ۱۹۸۱               | استیو بولان        | بولان-آلیسون        | ۱۵:۲۷٫۱۸۰          |
| هیبرید             | حمله به زمان ۱     | ۲۰۲۰               | جیمز رابینسون      | آکورا ان‌اس‌ایکس ۲۰۱۹ | ۱۰:۰۱٫۹۱۳          |

| سوابق پیشرانه  | سوابق پیشرانه  | سوابق پیشرانه | سوابق پیشرانه | سوابق پیشرانه               | سوابق پیشرانه |
| پیشرانه        | بخش/کلاس       | سال           | نام           | وسیله نقلیه                 | زمان          |
| -------------- | -------------- | ------------- | ------------- | --------------------------- | ------------- |
| دیفرانسیل جلو  | پایکس پیک اوپن | ۲۰۱۸          | نیک رابینسون  | آکورا تی‌ال‌ایکس ای-اسپک ۲۰۱۸ | ۱۰:۴۸٫۰۹۴     |
| دیفرانسیل عقب  | نامحدود        | ۲۰۱۸          | سیمون فاجیولی | نرما ام۲۰ اس‌اف پی‌کی‌پی ۲۰۱۸  | ۸:۳۷٫۲۳۰      |
| تمام چرخ متحرک | نامحدود        | ۲۰۱۸          | رومن دوما     | فولکس‌واگن آی.دی. آر         | ۷:۵۷٫۱۴۸      |

- بین اولین و آخرین کرونومتر ۷ دقیقه:۷۰ ثانیه:۰۳۲ فاصله وجود دارد

## برندگان
افتخارات کلی همیشه نصیب وسایل نقلیه در بخش‌های خودرو شده است، با این حال موتورسیکلت‌ها، رکوردها و بخش‌های دیگر برندگان خاص خود را دارند. خودروها از زمان شروع آن در سال ۱۹۱۶ (به استثنای سال‌های جنگ جهانی) هر ساله وارد این رویداد شده‌اند، در حالی که موتورسیکلت‌ها تنها در سال‌های محدودی وارد این رویداد شده‌اند.

### برندگان کلی

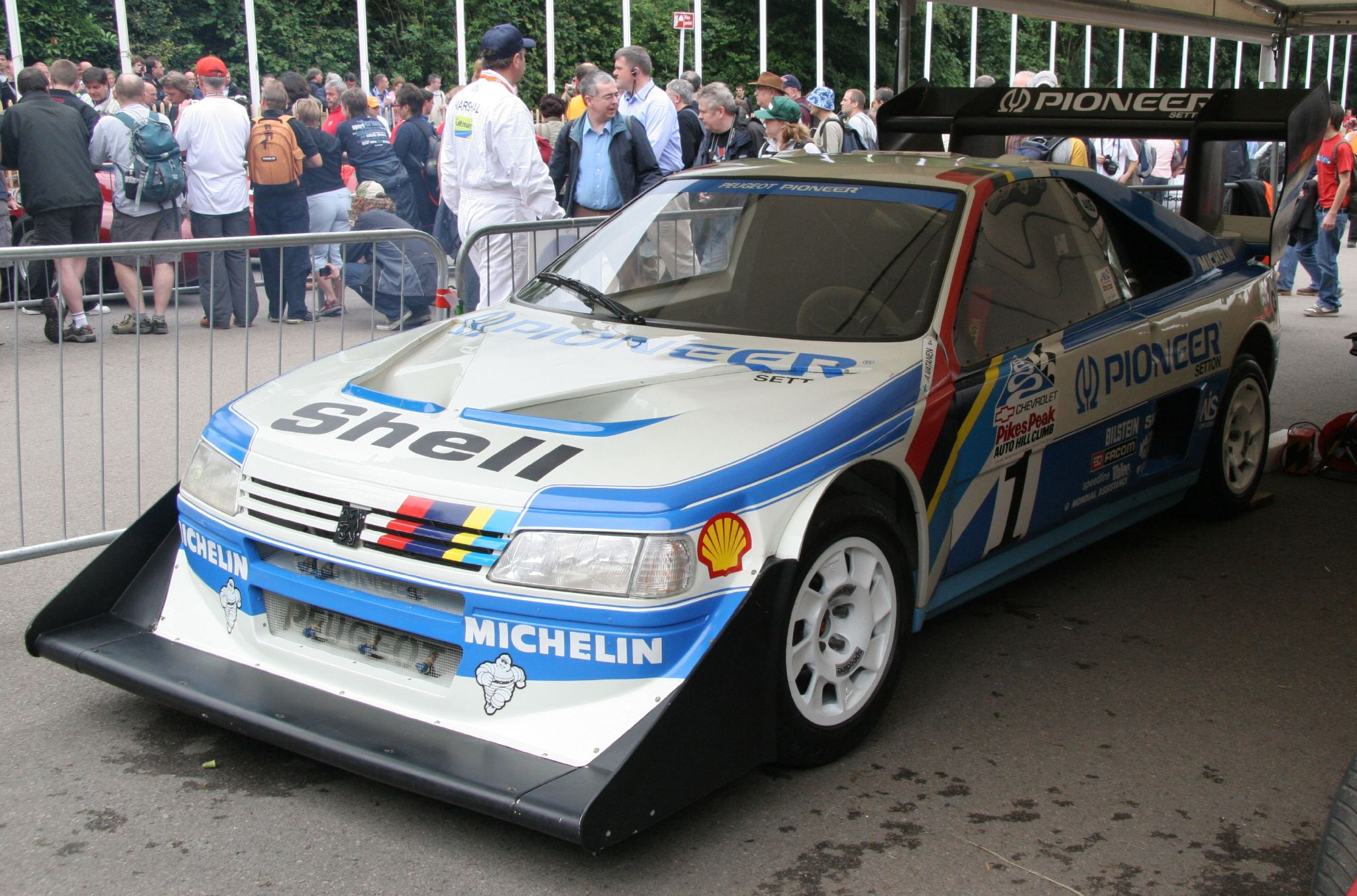
پژو ۴۰۵ تی۱۶ ۱۹۸۸ آری واتانن

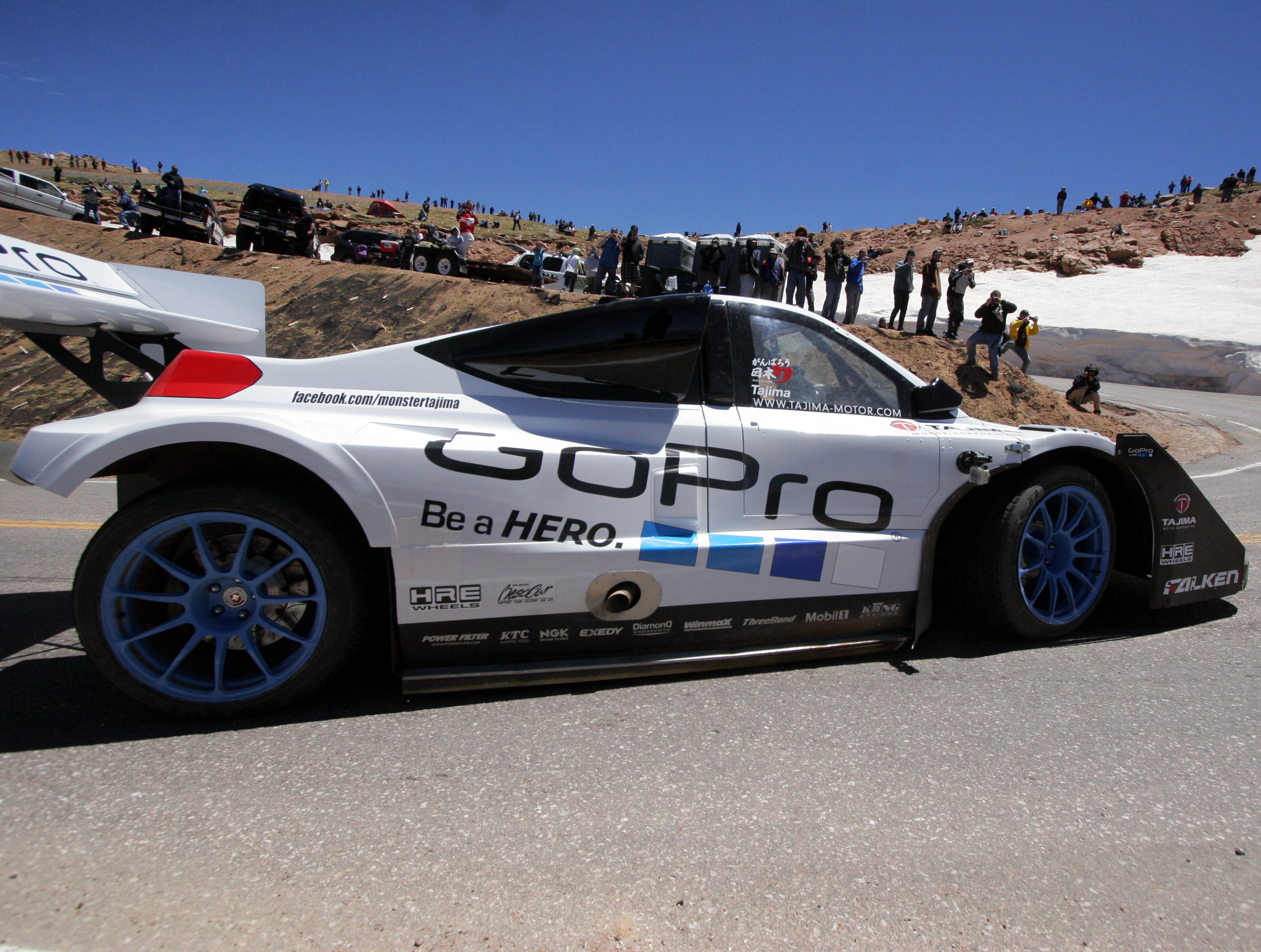
سوزوکی اس‌ایکس۴ نوبوهیرو تاجیما در طول رکوردشکنی او در سال ۲۰۱۱.

برندگان کلی می‌توانند تحت هر بخش رقابت کنند، اگر چه اکثریت از چرخ باز و اخیراً بخش نامحدود هستند. زمان با حروف مورب نشان می‌دهد که این یک رکورد دوره قبلی بوده است، زمانی که به صورت پررنگ نشان دهنده رکورد دوره فعلی است.
| سال       | برنده                                 | وسیله نقلیه                           | زمان                                  | یادداشت‌ها                             |
| --------- | ------------------------------------- | ------------------------------------- | ------------------------------------- | ------------------------------------- |
| ۱۹۱۶      | رئا لنتز                              | رومانو اسپشیال                        | ۲۰:۵۵٫۶۰۰                             |                                       |
| ۱۹۱۷–۱۹۱۹ | بدون رقابت به دلیل شروع جنگ جهانی اول | بدون رقابت به دلیل شروع جنگ جهانی اول | بدون رقابت به دلیل شروع جنگ جهانی اول | بدون رقابت به دلیل شروع جنگ جهانی اول |
| ۱۹۲۰      | اتو لوچه                              | لکسینگتون اسپشیال                     | ۲۲:۲۵٫۴۰۰                             |                                       |
| ۱۹۲۱      | کینگ رایلی                            | هادسون اسپشیال                        | ۱۹:۱۶٫۲۰۰                             |                                       |
| ۱۹۲۲      | نوئل بولاک                            | فورد اسپشیال                          | ۱۹:۵۰٫۹۰۰                             |                                       |
| ۱۹۲۳      | گلن شولتز                             | هادسون اسکس                           | ۱۸:۴۷٫۰۰۰                             |                                       |
| ۱۹۲۴      | اتو لوچه                              | لکسینگتون اسپشیال                     | ۱۸:۱۵٫۰۰۰                             |                                       |
| ۱۹۲۵      | چارلز اچ. مایرز                       | چندلر اسپشیال                         | ۱۷:۴۸٫۴۰۰                             |                                       |
| ۱۹۲۶      | گلن شولتز                             | استاتز                                | ۱۸:۱۹٫۴۰۰                             |                                       |
| ۱۹۲۷      | گلن شولتز                             | استاتز                                | ۱۸:۲۵٫۱۰۰                             |                                       |
| ۱۹۲۸      | گلن شولتز                             | استاتز اسپشیال                        | ۱۷:۴۱٫۶۰۰                             |                                       |
| ۱۹۲۹      | ادوارد فیلیپس                         | شولتز استاتز ۸                        | ۱۸:۲۲٫۸۰۰                             |                                       |
| ۱۹۳۰      | گلن شولتز                             | استاتز دی‌وی-۳۲                        | ۱۸:۰۸٫۷۰۰                             |                                       |
| ۱۹۳۱      | چارلز اچ. مایر                        | هانت اسپشیال                          | ۱۷:۱۰٫۳۰۰                             |                                       |
| ۱۹۳۲      | گلن شولتز                             | شولتز/استاتز اسپشیال                  | ۱۶:۴۷٫۲۰۰                             |                                       |
| ۱۹۳۳      | گلن شولتز                             | استاتز دی‌وی-۳۲                        | ۱۷:۲۷٫۵۰۰                             |                                       |
| ۱۹۳۴      | لوییس آنسر                            | استاتز اسپشیال                        | ۱۶:۰۱٫۸۰۰                             |                                       |
| ۱۹۳۵      | دبلیو. پی. بنتروپ                     | کامیون ۱⁄۲-تنی شورلت ۱۹۳۵             | ۲۶:۱۲٫۰۰۰                             | [ note ۳ ]                            |
| ۱۹۳۶      | لوییس آنسر                            | شولتز استاتز                          | ۱۶:۲۸٫۱۰۰                             |                                       |
| ۱۹۳۷      | لوییس آنسر                            | استاتز دی‌وی-۳۲                        | ۱۶:۲۷٫۳۰۰                             |                                       |
| ۱۹۳۸      | لوییس آنسر                            | لوپ کافه اسپشیال                      | ۱۵:۴۹٫۹۰۰                             |                                       |
| ۱۹۳۹      | لوییس آنسر                            | اسنوبرگر اسپشیال                      | ۱۵:۳۹٫۴۰۰                             |                                       |
| ۱۹۴۰      | آل راجرز                              | جو کونیف اسپشیال                      | ۱۵:۵۹٫۹۰۰                             |                                       |
| ۱۹۴۱      | لوییس آنسر                            | بورد اسپشیال                          | ۱۵:۳۵٫۲۰۰                             |                                       |
| ۱۹۴۲–۱۹۴۵ | بدون رقابت به دلیل شروع جنگ جهانی دوم | بدون رقابت به دلیل شروع جنگ جهانی دوم | بدون رقابت به دلیل شروع جنگ جهانی دوم | بدون رقابت به دلیل شروع جنگ جهانی دوم |
| ۱۹۴۶      | لوییس آنسر                            | مازراتی                               | ۱۵:۲۸٫۷۰۰                             | [ note ۴ ]                            |
| ۱۹۴۷      | لوییس آنسر                            | مازراتی                               | ۱۶:۳۴٫۷۷۰                             | [ note ۵ ]                            |
| ۱۹۴۸      | آل راجرز                              | کونیف اسپشیال آفن‌هاوزر                | ۱۵:۵۱٫۳۰۰                             | [ note ۵ ]                            |
| ۱۹۴۹      | آل راجرز                              | کونیف اسپشیال                         | ۱۵:۵۴٫۲۶۰                             | [ note ۵ ]                            |
| ۱۹۵۰      | آل راجرز                              | کونیف اسپشیال                         | ۱۵:۳۹٫۰۰۰                             | [ note ۵ ]                            |
| ۱۹۵۱      | آل راجرز                              | آفن‌هاوزر                              | ۱۵:۳۹٫۷۰۰                             | [ note ۵ ]                            |
| ۱۹۵۲      | جورج هموند                            | کورتیس کرافت آفن‌هاوزر اسپشیال         | ۱۵:۳۰٫۶۵۰                             | [ note ۵ ]                            |
| ۱۹۵۳      | لوییس آنسر                            | فدرال اِنجینیرینگ اسپشیال              | ۱۵:۱۵٫۴۰۰                             | [ note ۵ ]                            |
| ۱۹۵۴      | کیث اندروز                            | جو هانت                               | ۱۴:۳۹٫۷۰۰                             | [ note ۵ ]                            |
| ۱۹۵۵      | باب فینی                              | دیک فرنزل اسپشیال                     | ۱۴:۲۷٫۲۰۰                             | [ note ۵ ]                            |
| ۱۹۵۶      | بابی آنسر                             | آنسر اسپشیال                          | ۱۴:۲۷٫۰۰۰                             | [ note ۶ ]                            |
| ۱۹۵۷      | باب فینی                              | دیک فرنزل اسپشیال                     | ۱۴:۱۱٫۷۰۰                             | [ note ۶ ]                            |
| ۱۹۵۸      | بابی آنسر                             | آنسر اسپشیال                          | ۱۳:۴۷٫۹۰۰                             | [ note ۶ ]                            |
| ۱۹۵۹      | بابی آنسر                             | آنسر اسپشیال                          | ۱۳:۳۶٫۵۰۰                             | [ note ۶ ]                            |
| ۱۹۶۰      | بابی آنسر                             | آنسر اسپشیال                          | ۱۳:۲۸٫۵۰۰                             | [ note ۶ ]                            |
| ۱۹۶۱      | بابی آنسر                             | آنسر اسپشیال                          | ۱۲:۵۶٫۷۰۰                             | [ note ۶ ]                            |
| ۱۹۶۲      | بابی آنسر                             | آنسر اسپشیال                          | ۱۲:۰۵٫۸۰۰                             | [ note ۶ ]                            |
| ۱۹۶۳      | بابی آنسر                             | شورلت ۳۲۷                             | ۱۲:۳۰٫۶۰۰                             | [ note ۶ ]                            |
| ۱۹۶۴      | آل آنسر                               | آفن‌هاوزر                              | ۱۲:۲۴٫۵۰۰                             | [ note ۶ ]                            |
| ۱۹۶۵      | آل آنسر                               | هریسون فورد                           | ۱۲:۵۴٫۳۰۰                             | [ note ۷ ]                            |
| ۱۹۶۶      | بابی آنسر                             | شورلت                                 | ۱۲:۲۳٫۸۰۰                             | [ note ۷ ]                            |
| ۱۹۶۷      | وس واندروورت                          | شورلت                                 | ۱۲:۴۶٫۳۰۰                             | [ note ۷ ]                            |
| ۱۹۶۸      | بابی آنسر                             | ریسلون اسپشیال                        | ۱۱:۵۴٫۹۰۰                             | [ note ۷ ]                            |
| ۱۹۶۹      | ماریو اندرتی                          | شورلت اس‌تی‌پی اسپشیال                  | ۱۲:۴۴٫۰۷۰                             | [ note ۷ ]                            |
| ۱۹۷۰      | تد فولتز                              | شورلت ۳۰۳                             | ۱۲:۴۱٫۱۰۰                             | [ note ۶ ]                            |
| ۱۹۷۱      | آک میلر                               | ماستنگ ۱۹۷۰                           | ۱۴:۱۸٫۶۰۰                             |                                       |
| ۱۹۷۲      | راجر میرز                             | فولکس‌واگن ۲۱۸۰                        | ۱۳:۲۶٫۸۴۰                             |                                       |
| ۱۹۷۳      | راجر میرز                             | فولکس‌واگن ۲۱۸۰                        | ۱۲:۵۴٫۷۹۰                             |                                       |
| ۱۹۷۴      | ارول کوبیلان                          | اسپرینت شورلت ۳۰۲                     | ۱۲:۵۴٫۷۷۰                             |                                       |
| ۱۹۷۵      | اورویل نانس                           | شورلت ۳۲۷                             | ۱۲:۳۶٫۶۵۰                             |                                       |
| ۱۹۷۶      | ریک میرز                              | پورشه ۲۳۸۶                            | ۱۲:۱۱٫۸۹۰                             |                                       |
| ۱۹۷۷      | باب هرینگ                             | شورلت ۳۵۰                             | ۱۲:۱۵٫۷۲۰                             |                                       |
| ۱۹۷۸      | ارول کوبیلان                          | شورلت                                 | ۱۱:۵۵٫۸۳۰                             |                                       |
| ۱۹۷۹      | دیک دوج جونیور                        | هاف‌پویر ولز کایوت شورلت               | ۱۱:۵۴٫۱۸۰                             |                                       |
| ۱۹۸۰      | تد فولتز                              | شورلت ۳۵۰ ۱۹۷۰                        | ۱۲:۱۵٫۸۱۰                             |                                       |
| ۱۹۸۱      | گری لی کاناویر                        | ان-دی پورشه ۱۹۷۶                      | ۱۲:۰۳٫۹۶۰                             |                                       |
| ۱۹۸۲      | بیل بریستر                            | ووزیوودزکی ولز کایوت شورلت            | ۱۱:۴۴٫۸۲۰                             |                                       |
| ۱۹۸۳      | آل آنسر جونیور                        | ووزیوودزکی ولز کایوت چِوی              | ۱۱:۳۸٫۳۰۰                             |                                       |
| ۱۹۸۴      | بیل بریستر                            | ولز کایوت ۱۹۸۱                        | ۱۱:۴۴٫۴۹۰                             |                                       |
| ۱۹۸۵      | میشل موتو                             | آئودی اسپرت کواترو اس۱                | ۱۱:۲۵٫۳۹۰                             |                                       |
| ۱۹۸۶      | بابی آنسر                             | آئودی اسپرت کواترو اس‌ال               | ۱۱:۰۹٫۲۲۰                             |                                       |
| ۱۹۸۷      | والتر روهرل                           | آئودی اسپرت کواترو ای۲ پایکس پیک      | ۱۰:۴۷٫۸۵۰                             |                                       |
| ۱۹۸۸      | آری واتانن                            | پژو ۴۰۵ توربو ۱۶                      | ۱۰:۴۷٫۲۲۰                             |                                       |
| ۱۹۸۹      | رابی آنسر                             | پژو ۴۰۵ توربو ۱۶                      | ۱۰:۴۸٫۳۴۰                             |                                       |
| ۱۹۹۰      | رابی آنسر                             | آنسر شورلت                            | ۱۱:۳۲٫۸۶۰                             |                                       |
| ۱۹۹۱      | دیوید دانر                            | دانر-دیکسترا شورلت                    | ۱۱:۱۲٫۴۲۰                             |                                       |
| ۱۹۹۲      | رابی آنسر                             | آنسر شورلت                            | ۱۰:۵۳٫۸۷۰                             |                                       |
| ۱۹۹۳      | پال دالنباخ                           | دیویس شورلت                           | ۱۰:۴۳٫۶۳۰                             |                                       |
| ۱۹۹۴      | راد میلن                              | تویوتا سلیکا ای‌دبلیودی توربو          | ۱۰:۰۴٫۰۶۰                             |                                       |
| ۱۹۹۵      | نوبوهیرو تاجیما                       | سوزوکی اسکودو                         | ۷:۵۳٫۰۰۰                              | [ note ۸ ]                            |
| ۱۹۹۶      | راد میلن                              | تویوتا سلیکا                          | ۱۰:۱۳٫۶۴۰                             |                                       |
| ۱۹۹۷      | راد میلن                              | تویوتا سلیکا                          | ۱۰:۰۴٫۵۴۰                             |                                       |
| ۱۹۹۸      | راد میلن                              | تویوتا تاکوما                         | ۱۰:۰۷٫۷۰۰                             |                                       |
| ۱۹۹۹      | راد میلن                              | تویوتا تاکوما                         | ۱۰:۱۱٫۱۵۰                             |                                       |
| ۲۰۰۰      | لری راگلند                            | جی‌ام‌سی انووی ۲۰۰۰                     | ۱۱:۱۷٫۶۶۰                             |                                       |
| ۲۰۰۱      | گری لی کاناویر                        | ولز کایوت ۱۹۸۱                        | ۱۰:۳۹٫۷۶۰                             |                                       |
| ۲۰۰۲      | دیوید دانر                            | دانر دیکسترا ۱۹۹۷                     | ۱۰:۵۲٫۳۰۰                             | [ note ۹ ]                            |
| ۲۰۰۳      | پال دالنباخ                           | پی‌وی‌ای-۰۱ ۲۰۰۰                        | ۱۱:۳۴٫۷۰۰                             | [ note ۱۰ ]                           |
| ۲۰۰۴      | رابی آنسر                             | سوبارو ایمپرزا اس‌تی‌آی                 | ۱۱:۴۷٫۲۸۰                             | [ note ۱۱ ]                           |
| ۲۰۰۵      | دیوید دانر                            | دانر/دیکسترا اسپشیال                  | ۱۱:۱۵٫۶۸۰                             | [ note ۱۲ ]                           |
| ۲۰۰۶      | نوبوهیرو تاجیما                       | سوزوکی اسکودو                         | ۷:۳۸٫۹۰۰                              | [ note ۸ ] [ note ۱۳ ]                |
| ۲۰۰۷      | نوبوهیرو تاجیما                       | سوزوکی ایکس‌ال۷                        | ۱۰:۰۱٫۴۰۸                             | [ note ۱۴ ]                           |
| ۲۰۰۸      | نوبوهیرو تاجیما                       | سوزوکی ایکس‌ال۷                        | ۱۰:۱۸٫۲۵۰                             | [ note ۱۵ ]                           |
| ۲۰۰۹      | نوبوهیرو تاجیما                       | سوزوکی اس‌ایکس۴                        | ۱۰:۱۵٫۳۶۸                             | [ note ۱۶ ]                           |
| ۲۰۱۰      | نوبوهیرو تاجیما                       | سوزوکی اس‌ایکس۴                        | ۱۰:۱۱٫۴۹۰                             | [ note ۱۷ ]                           |
| ۲۰۱۱      | نوبوهیرو تاجیما                       | سوزوکی اس‌ایکس۴                        | ۹:۵۱٫۲۷۸                              | [ note ۱۸ ]                           |
| ۲۰۱۲      | ریس میلن                              | هیوندای جنسیس کوپه                    | ۹:۴۶٫۱۶۴                              | [ note ۱۹ ]                           |
| ۲۰۱۳      | سباستین لوب                           | پژو ۲۰۸ تی۱۶ پایکس پیک                | ۸:۱۳٫۸۷۸                              |                                       |
| ۲۰۱۴      | رومن دوما                             | نورما ام۲۰ آردی-هوندا                 | ۹:۰۵٫۸۰۱                              |                                       |
| ۲۰۱۵      | ریس میلن                              | ای‌او پی‌پی۰۳                           | ۹:۰۷٫۲۲۲                              | [ note ۱ ]                            |
| ۲۰۱۶      | رومن دوما                             | نورما ام۲۰ آردی-هوندا                 | ۸:۵۱٫۴۴۵                              |                                       |
| ۲۰۱۷      | رومن دوما                             | نورما ام۲۰ آردی-هوندا                 | ۹:۰۵٫۶۷۲                              |                                       |
| ۲۰۱۸      | رومن دوما                             | فولکس‌واگن آی.دی آر                    | ۷:۵۷٫۱۴۸                              | [ note ۱ ]                            |
| ۲۰۱۹      | رابین شوت                             | ولف تی‌اس‌سی-هوندا ۲۰۱۸                 | ۹:۱۲٫۴۷۶                              |                                       |
| ۲۰۲۰      | کلینت وهشولتز                         | فورد اوپن ۲۰۱۳                        | ۹:۳۵٫۴۹۰                              |                                       |
| ۲۰۲۱      | رابین شوت                             | ولف جی‌بی۰۸ تی‌اس‌سی-ال‌تی-هوندا ۲۰۱۸     | ۵:۵۵٫۲۴۶                              | [ note ۸ ]                            |
| ۲۰۲۲      | رابین شوت                             | ولف تی‌اس‌سی-اف‌اس-هوندا ۲۰۱۸            | ۱۰:۰۹٫۵۲۵                             |                                       |
| ۲۰۲۳      | رابین شوت                             | ولف تی‌اس‌سی‑اف‌اس-هوندا ۲۰۱۸            | ۸:۴۰٫۰۸۰                              |                                       |
| ۲۰۲۴      | رومن دوما                             | فورد اف-۱۵۰ لایتنینگ سوپرتراک ۲۰۲۴    | ۸:۵۳٫۵۶۳                              | [ note ۱ ]                            |

### برندگان موتورسیکلت
برندگان موتورسیکلت می‌توانند تحت هر بخش رقابت کنند، اگر چه اکثریت از کلاس‌های جابجایی باز یا بزرگ هستند. زمان با حروف مورب نشان می‌دهد که این رکورد قبلی موتورسیکلت بوده است، زمانی که با خط پررنگ نشان دهنده رکورد فعلی موتورسیکلت است.
در ۳۰ ژوئن ۲۰۱۹ کارلین دان، برنده چهار بار تپه نوردی بین‌المللی پایکس پیک، در یک تصادف در این مسابقه کشته شد. او کمتر از یک چهارم مایل از خط پایان سقوط کرد.
| سال       | برنده                         | وسیله نقلیه                       | زمان                          | یادداشت‌ها                     |
| --------- | ----------------------------- | --------------------------------- | ----------------------------- | ----------------------------- |
| ۱۹۱۶      | فلوید کلایمر                  | اِکسلسیور                          | ۲۱:۵۸٫۴۱۰                     |                               |
| ۱۹۱۷–۱۹۵۳ | مسابقه موتورسواری برگزار نشد. | مسابقه موتورسواری برگزار نشد.     | مسابقه موتورسواری برگزار نشد. | مسابقه موتورسواری برگزار نشد. |
| ۱۹۵۴      | بیل مایر                      | هارلی-دیویدسن                     | ۱۵:۳۴٫۱۰۰                     |                               |
| ۱۹۵۵      | دون تیندال                    | هارلی-دیویدسن                     | ۱۶:۰۸٫۶۰۰                     |                               |
| ۱۹۵۶–۱۹۷۰ | مسابقه موتورسواری برگزار نشد. | مسابقه موتورسواری برگزار نشد.     | مسابقه موتورسواری برگزار نشد. | مسابقه موتورسواری برگزار نشد. |
| ۱۹۷۱      | گری مایرز                     | هوسکفارنا                         | ۱۵:۱۱٫۹۶۰                     |                               |
| ۱۹۷۲      | استیو اسکات                   | بولتاکو                           | ۱۵:۱۳٫۴۷۰                     |                               |
| ۱۹۷۳      | ریک دین                       | تریومف ۷۵۰                        | ۱۳:۵۶٫۰۳۰                     |                               |
| ۱۹۷۴      | باب کانوی                     | یاماها ۷۵۰                        | ۱۳:۵۴٫۵۷۰                     |                               |
| ۱۹۷۵      | ریک دین                       | تریومف ۷۵۰                        | ۱۳:۵۴٫۶۲۰                     |                               |
| ۱۹۷۶      | ریک دین                       | تریومف ۷۵۰                        | ۱۳:۱۲٫۶۱۰                     |                               |
| ۱۹۷۷–۱۹۷۹ | مسابقه موتورسواری برگزار نشد. | مسابقه موتورسواری برگزار نشد.     | مسابقه موتورسواری برگزار نشد. | مسابقه موتورسواری برگزار نشد. |
| ۱۹۸۰      | لونی هاچنز                    | یاماها ۷۵۰                        | ۱۳:۴۴٫۷۳۰                     |                               |
| ۱۹۸۱      | برایان اندرسون                | تریومف ۷۵۰                        | ۱۳:۲۰٫۸۶۰                     |                               |
| ۱۹۸۲      | آرلو انگلوند                  | نامشخص                            | ۱۳:۱۹٫۲۸۰                     |                               |
| ۱۹۸۳–۱۹۹۰ | مسابقه موتورسواری برگزار نشد. | مسابقه موتورسواری برگزار نشد.     | مسابقه موتورسواری برگزار نشد. | مسابقه موتورسواری برگزار نشد. |
| ۱۹۹۱      | برایان اندرسون                | وود-روتاکس ۶۰۰                    | ۱۳:۲۴٫۸۲۰                     |                               |
| ۱۹۹۲      | برایان اندرسون                | وود-روتاکس                        | ۱۲:۵۴٫۰۰۰                     |                               |
| ۱۹۹۳      | کلینت وهشولتز                 | وود-روتاکس                        | ۱۲:۲۹٫۳۸۰                     |                               |
| ۱۹۹۴      | کلینت وهشولتز                 | وود-روتاکس ۶۰۰                    | ۱۲:۲۱٫۱۳۰                     |                               |
| ۱۹۹۵      | کلینت وهشولتز                 | وود-روتاکس ۱۹۹۲                   | ۰۹:۱۷٫۱۰۰                     | [ note ۸ ]                    |
| ۱۹۹۶      | دیوی دورل                     | وود-روتاکس ۱۹۸۸                   | ۱۲:۳۳٫۷۳۰                     |                               |
| ۱۹۹۷      | دیوی دورل                     | وود-روتاکس ۱۹۸۸                   | ۱۲:۲۱٫۹۶۰                     |                               |
| ۱۹۹۸      | جان استالورث                  | یاماها بانشی ۴۳۰ ۱۹۸۷             | ۱۲:۵۲٫۳۷۰                     |                               |
| ۱۹۹۹      | لونی یوبانکس                  | یاماها                            | ۱۲:۴۲٫۱۹۰                     |                               |
| ۲۰۰۰      | بابی پار                      | ال‌اس‌آر لایت‌ویت                    | ۱۲:۳۷٫۸۶۰                     |                               |
| ۲۰۰۱      | بابی پار                      | ال‌اس‌آر                            | ۱۲:۰۹٫۱۶۰                     |                               |
| ۲۰۰۲      | بابی پار                      | لون استار                         | ۱۲:۳۰٫۰۰۰                     | [ note ۹ ]                    |
| ۲۰۰۳      | بابی پار                      | لایت‌ویت                           | ۱۲:۲۸٫۴۸۰                     | [ note ۱۰ ]                   |
| ۲۰۰۴      | دیوی دورل                     | هوندا سی‌آراف                      | ۱۲:۲۷٫۸۱۰                     | [ note ۱۱ ]                   |
| ۲۰۰۵      | میکی دیموند                   | کی‌تی‌ام                            | ۱۲:۱۲٫۶۱۴                     | [ note ۱۲ ]                   |
| ۲۰۰۶      | گری تراشی                     | هوسکفارنا اس‌ام‌آر                  | ۱۱:۴۶٫۸۴۱                     | [ note ۱۳ ]                   |
| ۲۰۰۷      | دیوی دورل                     | روتاکس ۲۰۰۵                       | ۱۱:۴۱٫۷۵۶                     | [ note ۱۴ ]                   |
| ۲۰۰۸      | دیوی دورل                     | آوریلیا اس‌ام ۵۵۰                  | ۱۱:۴۲٫۹۹۱                     | [ note ۱۵ ]                   |
| ۲۰۰۹      | دیوی دورل                     | آوریلیا اس‌ایکس‌وی                  | ۱۱:۴۸٫۶۴۹                     | [ note ۱۶ ]                   |
| ۲۰۱۰      | گری تراشی                     | تی‌ام ۶۶۰                          | ۱۱:۳۳٫۷۰۰                     | [ note ۱۷ ]                   |
| ۲۰۱۱      | کارلین دان                    | دوکاتی مولتی‌استرادا ۱۲۰۰ ۲۰۱۱     | ۱۱:۱۱٫۳۲۹                     | [ note ۱۸ ]                   |
| ۲۰۱۲      | کارلین دان                    | دوکاتی مولتی‌استرادا ۱۲۰۰ ۲۰۱۲     | ۹:۵۲٫۸۱۹                      | [ note ۱۹ ]                   |
| ۲۰۱۳      | کارلین دان                    | لایتنینگ الکتریک سوپربایک ۲۰۱۳    | ۱۰:۰۰٫۶۹۴                     |                               |
| ۲۰۱۴      | جرمی توئی                     | کاوازاکی نینجا زدایکس-۱۰آر ۲۰۱۳   | ۰۹:۵۸٫۶۸۷                     |                               |
| ۲۰۱۵      | جفری تایگرت                   | هوندا سی‌بی‌آر۱۰۰۰آرآر ۲۰۱۴         | ۱۰:۰۲٫۷۳۵                     |                               |
| ۲۰۱۶      | برونو لانگلویس                | کاوازاکی زد۱۰۰۰ ۲۰۱۵              | ۱۰:۱۳٫۱۰۶                     |                               |
| ۲۰۱۷      | کریس فیلمور                   | کی‌تی‌ام سوپر دوک ۱۲۹۰ آر ۲۰۱۷      | ۹:۴۹:۶۲۵                      |                               |
| ۲۰۱۸      | کارلین دان                    | دوکاتی ام‌تی‌اس-۱۲۶۰ پایکس پیک ۲۰۱۸ | ۹:۵۹٫۱۰۲                      |                               |
| ۲۰۱۹      | رنی اسکیزبروک                 | آوریلیا تونو وی۴ ۱۱۰۰ ۲۰۱۸        | ۹:۴۴٫۹۶۳                      |                               |